# Lucio Corsi

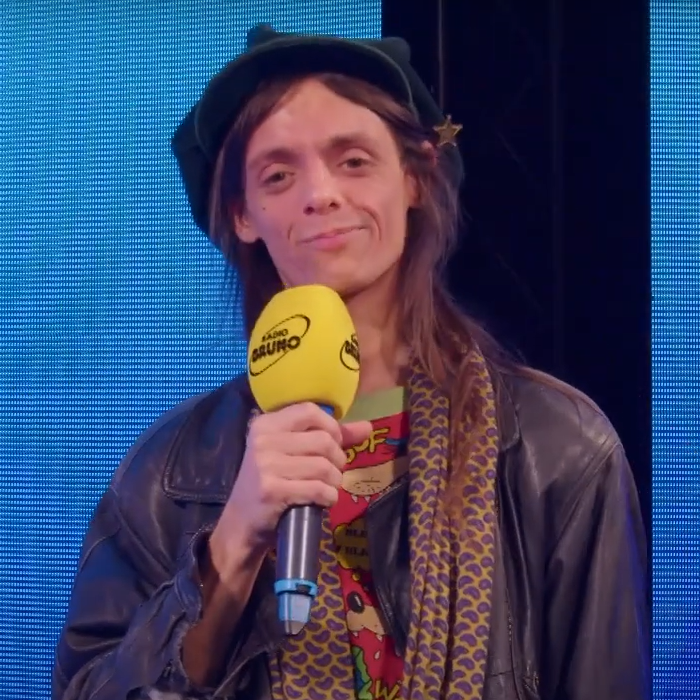
Lucio Corsi (2025)

Lucio Corsi (* 15. Oktober 1993 in Grosseto, Toskana) ist ein italienischer Cantautore.

## Karriere
Lucio Corsi stammt aus Vetulonia. Er sammelte erste musikalische Erfahrungen in lokalen Bands und begann ab 2012, unter dem Einfluss der Cantautori und des Glam Rock von David Bowie und Lou Reed eigene Lieder zu schreiben. Nach dem Umzug nach Mailand begann er, an seiner Musikerkarriere zu arbeiten. Er wurde von Brunori Sas entdeckt, der ihn bei seinem Label Picicca Dischi unter Vertrag nahm. Dort erschien 2015 das Album Altalena Boy / Vetulonia Dakar, eine Sammlung der zwei vorangegangenen EPs.
2017 folgte Corsis erstes eigenständiges Studioalbum Bestiario musicale. Nachdem Corsi in diesem Jahr auch die Konzerte der Band Baustelle eröffnet hatte, arbeitete er vermehrt mit deren Mitglied Francesco Bianconi zusammen. Bianconi produzierte schließlich Corsis nächstes Album Cosa faremo da grandi?, das 2020 erschien. 2023 veröffentlichte der Musiker das nächste Album La gente che sogna.
Beim Sanremo-Festival 2025 trat Lucio Corsi mit dem Lied Volevo essere un duro aus dem gleichnamigen, im selben Jahr erschienenen Album auf und erreichte den zweiten Platz, außerdem wurde er mit dem Kritikerpreis ausgezeichnet. Mit demselben Lied vertrat er Italien beim Eurovision Song Contest 2025 in Basel und erreichte den fünften Platz.

## Diskografie

### Alben
| Jahr | Titel Musiklabel                              | Höchstplatzierung, Gesamtwochen, AuszeichnungChartplatzierungen (Jahr, Titel, Musiklabel, Platzierungen, Wochen, Auszeichnungen, Anmerkungen) | Höchstplatzierung, Gesamtwochen, AuszeichnungChartplatzierungen (Jahr, Titel, Musiklabel, Platzierungen, Wochen, Auszeichnungen, Anmerkungen) | Anmerkungen                                                          |
| Jahr | Titel Musiklabel                              | IT | CH | Anmerkungen                                                          |
| ---- | --------------------------------------------- | --- | --- | -------------------------------------------------------------------- |
| 2015 | Altalena Boy / Vetulonia Dakar Picicca (Sony) | — | — | Erstveröffentlichung: 16. Januar 2015                                |
| 2017 | Bestiario musicale Picicca (Believe)          | IT82 (… Wo.)IT | — | Erstveröffentlichung: 27. Januar 2017, Charteintritt im Februar 2025 |
| 2020 | Cosa faremo da grandi? Sugar (A1)             | IT23 (9 Wo.)IT | — | Erstveröffentlichung: 17. Januar 2020, Charteintritt im Februar 2025 |
| 2023 | La gente che sogna Sugar (UMG)                | IT37 (6 Wo.)IT | — | Erstveröffentlichung: 21. April 2023                                 |
| 2025 | Volevo essere un duro Sugar (UMG)             | IT1 Gold · (… Wo.)IT | CH27 (… Wo.)CH | Erstveröffentlichung: 20. März 2025                                  |

### Singles
| Jahr | Titel Album                                 | Höchstplatzierung, Gesamtwochen, AuszeichnungChartplatzierungen (Jahr, Titel, Album, Platzierungen, Wochen, Auszeichnungen, Anmerkungen) | Höchstplatzierung, Gesamtwochen, AuszeichnungChartplatzierungen (Jahr, Titel, Album, Platzierungen, Wochen, Auszeichnungen, Anmerkungen) | Höchstplatzierung, Gesamtwochen, AuszeichnungChartplatzierungen (Jahr, Titel, Album, Platzierungen, Wochen, Auszeichnungen, Anmerkungen) | Höchstplatzierung, Gesamtwochen, AuszeichnungChartplatzierungen (Jahr, Titel, Album, Platzierungen, Wochen, Auszeichnungen, Anmerkungen) | Anmerkungen                                                           |
| Jahr | Titel Album                                 | IT | DE | AT | CH | Anmerkungen                                                           |
| --- | ------------------------------------------- | --- | --- | --- | --- | --------------------------------------------------------------------- |
| 2019 | Cosa faremo da grandi?                      | IT60 (… Wo.)IT | — | — | — | Erstveröffentlichung: 25. Oktober 2019, Charteintritt im Februar 2025 |
| 2020 | Trieste Cosa faremo da grandi?              | IT85 (1 Wo.)IT | — | — | — | Erstveröffentlichung: 1. Mai 2020, Charteintritt im Februar 2025      |
| 2024 | Tu sei il mattino Volevo essere un duro     | IT42 (… Wo.)IT | — | — | — | Erstveröffentlichung: 12. November 2024                               |
| 2025 | Volevo essere un duro                       | IT3 Platin · (20 Wo.)IT | DE85 (1 Wo.)DE | AT17 (2 Wo.)AT | CH11 (4 Wo.)CH | Erstveröffentlichung: 12. Februar 2025                                |
| Folgende Lieder erschienen nicht als Single, wurden aber durch das Album zum Download und Streaming bereitgestellt und konnten somit eine Platzierung erlangen: |                                             | | | | |                                                                       |
| |                                             | | | | |                                                                       |
| 2025 | Sigarette Volevo essere un duro             | IT52 (1 Wo.)IT | — | — | — |                                                                       |
| 2025 | Situazione complicata Volevo essere un duro | IT85 (1 Wo.)IT | — | — | — |                                                                       |
| 2025 | Francis Delacroix Volevo essere un duro     | IT95 (1 Wo.)IT | — | — | — |                                                                       |

## Belege
1. ↑  Lucio Corsi, chi è il big di Sanremo (che pochi conoscono): dalla predizione di Carlo Verdone all'incontro con Morbidelli. In: Il Messaggero. 2. Dezember 2024, abgerufen am 8. Februar 2025 (italienisch).
2. 1 2  Biografia di Lucio Corsi. In: Rockol.it. Abgerufen am 8. Dezember 2024 (italienisch).
3. ↑  Mattia Marzi: Lucio Corsi: “Io, eterna promessa: non esplodo per non perdermi”. In: Rockol.it. 27. April 2023, abgerufen am 8. Dezember 2024 (italienisch).
4. ↑  Pasquale Rinaldis: Lucio Corsi tra cocomeri e dinosauri in Maremma: un disco d'esordio che spiazza. In: IlFattoQuotidiano.it Blog. 12. Februar 2015, abgerufen am 8. Dezember 2024 (italienisch).
5. ↑  Chiara Lauretani: Lucio Corsi, il ragazzo di campagna. In: Rockit.it. 24. Januar 2020, abgerufen am 8. Dezember 2024 (italienisch).
6. 1 2  Alben von Lucio Corsi. In: Italiancharts.com. Hung Medien, abgerufen am 8. Dezember 2024. DE AT CH
7. 1 2  Auszeichnungen für Musikverkäufe: IT

| Personendaten    | Personendaten            |
| ---------------- | ------------------------ |
| NAME             | Corsi, Lucio             |
| KURZBESCHREIBUNG | italienischer Cantautore |
| GEBURTSDATUM     | 15. Oktober 1993         |
| GEBURTSORT       | Grosseto                 |